# Strona lekka
Strona lekka (ang. light website) – mobilna wersja serwisu internetowego. Strona lekka otwiera się po uprzednim wpisaniu jej adresu internetowego do przeglądarki – od tego momentu zawartość wybranej strony internetowej można już przeglądać w telefonie komórkowym.
Strona lekka różni się od aplikacji mobilnych tym, że nie trzeba jej ściągać i instalować na telefon. 
Lekka strona odgrywa ważną rolę w tak zwanym m-commerce